# FAUST
FAUST（ファウスト）は、日本の男性ダンス＆ボーカルグループである。中田敦彦のプロデュースにより、RADIO FISHの弟分グループとして2018年5月25日に誕生した。

## 略歴
2018年 
- 4月17日、RADIO FISHの弟分プロジェクトとして中田敦彦がYouTubeにて発表。
- 5月25日、DAIKI・NAOTO・KAITO・SHIRYUの4人で結成する。
- 6月25日、1stシングル「Lady Rose」を配信リリース。作詞はFISHBOY、振付はSHiNにより制作された。
- 7月15日、2期生メンバーとなるJESSYが加入し、5人体制となる。
- 7月31日、公式YouTubeチャンネルを開設する。
- 8月25日、2ndシングル「FAUST」を配信リリース。
- 9月12日 - 21日、名古屋（12日）・大阪（19日）・東京（21日）の三都市を回る『RADIO FISH 2018 TOUR "NEWTON"』のオープングアクトを務めた。また、同ツアー名古屋公演で初のライブパフォーマンスを披露。
- 9月14日、3rdシングル「I'm yours」を配信リリースした。
- 12月13日、中田敦彦がプロデュースするファッションブランド『幸福洗脳』をテーマに制作された楽曲「BRAINWASH」を配信リリース。その後『オリエンタルラジオ 中田敦彦のオールナイトニッポンPremium』（ニッポン放送）の19時台のオープニング曲となる[1]。

 2019年 
- 1月21日、初のワンマンライブとなる『FAUST first LIVE BRAINWASH』（下北沢WAVER）を開催[2]。
- 2月9日、1stアルバム『BRAINWASH』を配信リリース。
- 10月2日、『RADIO FISH NIRVANA 2019』（Zepp DiverCity TOKYO）のオープングアクトを務めた。

## メンバー
- DAIKI(初期生からメンバー)
（ダイキ、本名：一戸大輝）1996年7月7日（28歳）。神奈川県出身。身長178cm。
- NAOTO(初期生からメンバー)
（ナオト、本名：佐々木尚人）1998年2月5日（27歳）。大阪府出身。身長170cm。
- KAITO(初期生からメンバー)
（カイト、本名：南部海人）1998年8月21日（26歳）。神奈川県出身。身長170cm。
- JESSY(2期生からメンバー)
（ジェシー、本名：加藤海斗）1999年4月27日（25歳）。北海道出身。身長174cm。
- SHIRYU(初期生からメンバー)
（シリュウ、本名：佐藤志龍）2000年12月13日（24歳）。埼玉県入間市出身。身長165cm。

## 作品

### 配信シングル
FAUST official site（公式サイト）内の「Discograpy」より配信。
| #   | 発売日         | 曲名      | 収録アルバム |
| --- | -------------- | --------- | ------------ |
| 1st | 2018年6月25日  | Lady Rose | BRAINWASH    |
| 2nd | 2018年8月25日  | FAUST     | BRAINWASH    |
| 3rd | 2018年9月14日  | I'm yours | BRAINWASH    |
| 4th | 2018年12月13日 | BRAINWASH | BRAINWASH    |

### アルバム
FAUST official site（公式サイト）内の「Discograpy」より配信。
| #   | 発売日       | タイトル  | 収録曲 | 販売形態               |
| --- | ------------ | --------- | --- | ---------------------- |
| 1st | 2019年2月9日 | BRAINWASH | 1. BRAINWASH 2. FAUST 3. I'm yours 4. Lady Rose 5. to the top 6. CRAZY LOVE 7. Singularity 8. Fake Love 9. Feeling | デジタル・ダウンロード |

### 映像作品
- RADIO FISH TOUR 2018 "NEWTON"（2019年、YRBU-90507）
- RADIO FISH NIRVANA 2019（2020年、YRBU-90508-9）

### ミュージックビデオ
| 監督     | 曲名                 |
| -------- | -------------------- |
| KOJIKARU | 「Lady Rose」        |
| 山崎 信  | 「FAUST LEFT ver.」  |
| 山崎 信  | 「FAUST RIGHT ver.」 |

## 出演

### テレビ番組
- Love music（2018年9月3日、フジテレビ系） - DAIKI、KAITOのみ。RADIO FISHのJOKER[注 1]として出演。
- MUSIC STATION ウルトラFES 2018 (2018年9月17日、テレビ朝日系) - SHIRYUのみ。RADIO FISHのJOKER[注 1]として出演。
- TiARY TV かまってちゃん（2019年9月15日・9月22日・9月29日、テレビ神奈川）

### ラジオ
- Beat Connection（2019年5月28日、BSCラジオ）

## ライブ
| 年     | タイトル                      | 日程・会場                                                                                         | 備考               |
| ------ | ----------------------------- | -------------------------------------------------------------------------------------------------- | ------------------ |
| 2018年 | RADIO FISH TOUR 2018 "NEWTON" | 9月21日 愛知・名古屋ボトムライン 9月19日 大阪・梅田バナナホール 9月21日 東京・渋谷ストリームホール | オープニングアクト |
| 2019年 | FAUST first LIVE "BRAINWASH"  | 1月21日 東京・下北沢WAVER                                                                          |                    |
| 2019年 | RADIO FISH NIRVANA 2019       | 10月2日 東京・Zepp DiverCity TOKYO                                                                 | オープニングアクト |